# Septembre 1801

## Événements

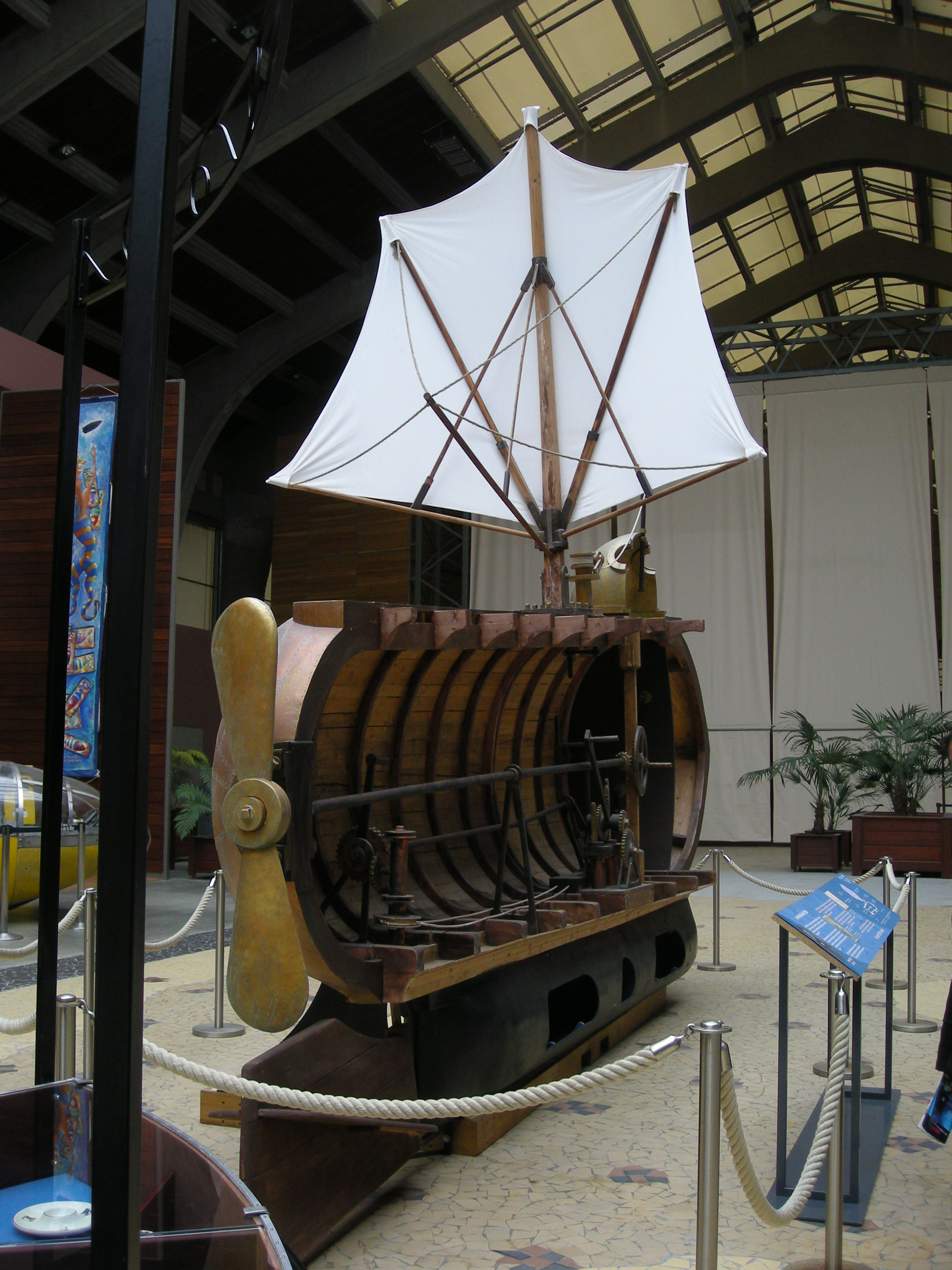
Reproduction du Nautilus à la Cité de la Mer de Cherbourg.

- Les Britanniques ramènent en France les débris de l’armée d’Orient[1]. Après le départ des troupes françaises, l’Égypte est occupé par les Britanniques et des troupes ottomanes d’origine albanaise, dirigées par Tahir pacha. La Porte échoue à rétablir son autorité. Le naqib al-ashraf (syndic des notables) Umar Makram, un des chefs de la résistance à l’occupation française, arme la population du Caire. Il favorise l’accession au pouvoir en 1805 de Mohammed Ali, un officier d’origine albanaise, qui a remplacé Tahir après son assassinat en mai 1803[2].

- 12 septembre :
  - L'inventeur américain Robert Fulton fait la démonstration de son sous-marin à trois passagers le Nautilus entre Le Havre et le Cap de la Hague, une distance de 110 km franchie en cinq jours[3].
  - Russie : acquisition de la Géorgie[4].

- 18 septembre, France : exposition de l'industrie nationale dans la cour du Louvre.

- 29 septembre : traité de paix de Madrid entre la France et le Portugal[5].

## Naissances
- 3 septembre : Hermann von Meyer (mort en 1869), géologue et paléontologue allemand.
- 8 septembre : Byron Kilbourn, (décède le 6 décembre 1870), était un géomètre-expert américain, directeur de chemin de fer, et personnalité politique qui a été une importante figure de la fondation de Milwaukee.
- 21 septembre : Moritz von Jacobi (mort en 1874), ingénieur et physicien prussien.
- 24 septembre : Mikhail Vasilevich Ostrogradsky (mort en 1862), physicien et mathématicien russe.

## Décès
- 19 septembre : Johann Gottfried Koehler (né en 1745), astronome allemand.